# Zamboanga del Sur
Zamboanga del Sur (cebuano: Habagatang Zamboanga; tagalo: Timog Sambuwanga) es una provincia filipina situada al sur de la península de Zamboanga, isla de Mindanao.
Su capital es Pagadían, que es al mismo tiempo la capital de la Región IX.
El límite septentrional de la provincia es su homónima del Norte. Al sur con el Golfo de los Moros, al oeste con Zamboanga Sibugay, al nordeste con Misamis Occidental y al este con Lanao del Norte.
Comprende 26 municipios y una ciudad. El órgano ejecutivo de la provincia es el gobernador. El legislativo lo compone catorce miembros, encabezados por el vicegobernador.

## División territorial

### Ciudades
- Pagadían
- Independiente y Alta-Urbanizada Ciudad de Zamboanga.

### Municipios

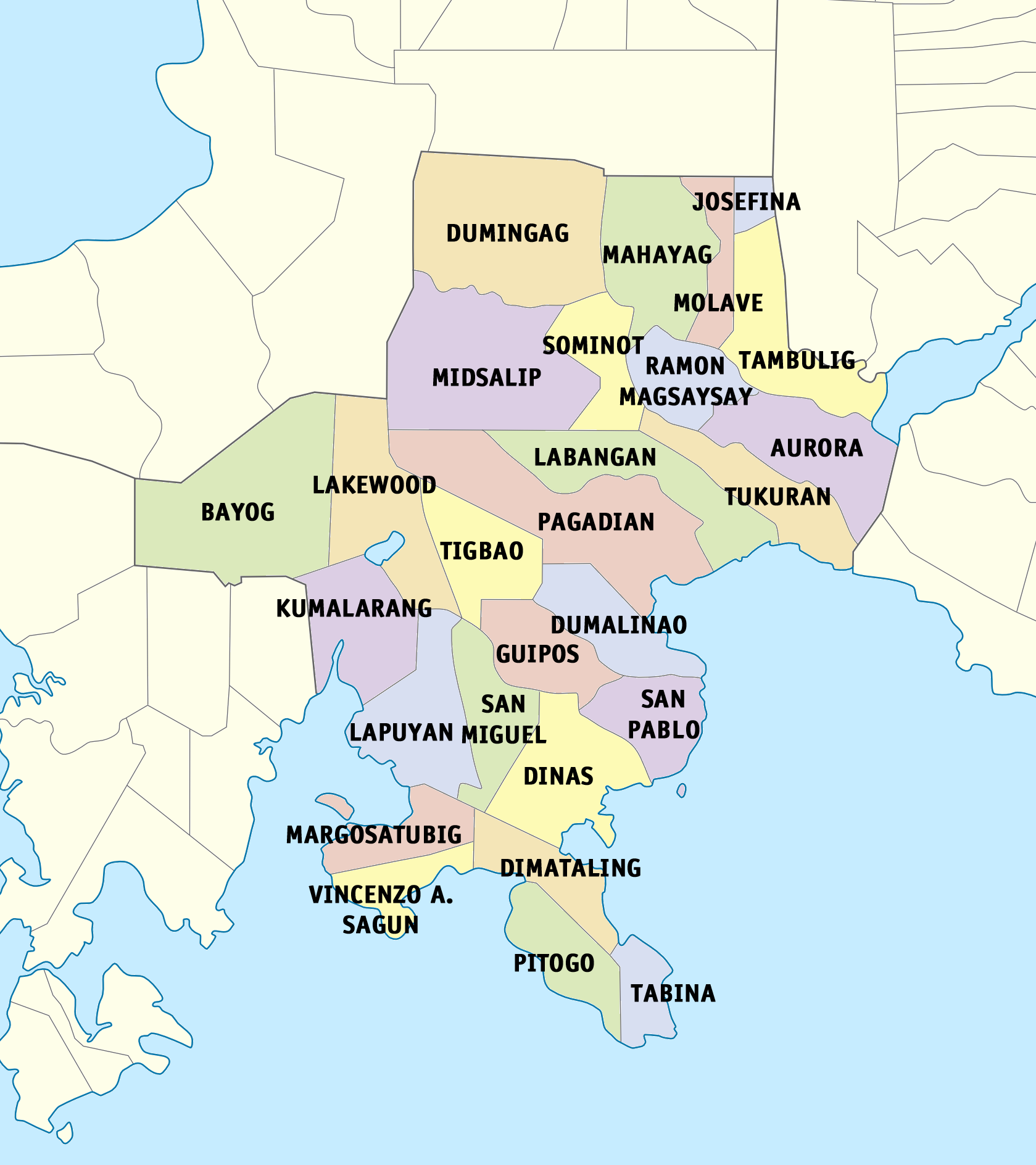
Municipios de Zamboanga del Sur.

La provincia de Zamboanga del Sur está formada por la ciudad de Pagadian, 26 municipios y 681 barrios.
| Municipio                                         | Población (2010) | Área (km²) | Código    |
| ------------------------------------------------- | ---------------- | ---------- | --------- |
| Aurora                                            | 48,434           | 180.95     | 097302000 |
| Bayog                                             | 30,048           | 356.40     | 097303000 |
| Dimataling                                        | 27,715           | 141.80     | 097305000 |
| Dinas                                             | 34,768           | 121.10     | 097306000 |
| Dumalinao                                         | 30,691           | 117.64     | 097307000 |
| Dumingag                                          | 46,500           | 297.75     | 097308000 |
| Guipos                                            | 19,771           | 90.53      | 097343000 |
| Kumalarang                                        | 28,210           | 151.49     | 097311000 |
| Josefina                                          | 10,826           | 56.35      | 097337000 |
| Labangan                                          | 39,168           | 157.90     | 097312000 |
| Lakewood                                          | 19,645           | 201.30     | 097333000 |
| Lapuyan                                           | 26,175           | 329.00     | 097313000 |
| Mahayag                                           | 45,015           | 194.90     | 097315000 |
| Margosatubig                                      | 35,596           | 111.69     | 097317000 |
| Midsalip                                          | 35,596           | 161.56     | 097318000 |
| Molave                                            | 48,939           | 215.50     | 097319000 |
| Pagadían, ciudad y capital                        | 186,852          | 378.80     | 097322000 |
| Pitogo                                            | 25,502           | 95.94      | 097338000 |
| Ramón Magsaysay (Liargo)                          | 26,194           | 113.70     | 097323000 |
| San Miguel                                        | 18,258           | 181.59     | 097324000 |
| San Pablo                                         | 26,500           | 149.90     | 097325000 |
| Sominot (Don Mariano Marcos)                      | 16,652           | 111.52     | 097334000 |
| Tabina                                            | 24,110           | 86.90      | 097327000 |
| Tambulig                                          | 34,883           | 130.65     | 097328000 |
| Tigbao                                            | 19,300           | 120.69     | 097344000 |
| Tukurán                                           | 37,883           | 144.91     | 097330000 |
| Zamboanga Independiente y Alta-Urbanizada Ciudad. | 807,129          | 1.414,70   | 097332000 |
| Vincenzo Sagun                                    | 20,583           | 63.00      | 097341000 |

## Clima
El rango de precipitaciones medias anuales varían desde 1.599 milímetros en las zonas más secas, hasta los 3.500 milímetros en las áreas húmedas. La temperatura es relativamente calurosa, constante a lo largo del año, variando desde 22 a 35 grados.

## Historia
El nombre de la provincia deriva del término malayo Jambagan, que significa maceta o lugar de flores. Históricamente, Zamboanga fue la capital de la provincia de los Moros que comprendía cinco distritos, concretamente: Cotabato, Dávao, Sulú, Lanao y Zamboanga.
En 1940 estos distritos se convirtieron en provincias. En el caso de Zamboanga, la ciudad se convirtió en capital de su provincia homónima.
Tras la Segunda Guerra Mundial, la capital fue transferida a Dipolog. Más tarde lo fue Molave a partir de 1948.
Zamboanga del Sur, se segregó de la antigua provincia de Zamboanga, el 17 de septiembre de 1952.
El 8 de febrero de 1982 fue creado el municipio de Vincenzo Sagun segregando su término del de Margosatubig comprendiendo los siguientes barrios:  Cabatán (Población), Danan, Limason, Lumbal, Bio-os, Maraya, Linoguayan, Waling-Waling, Kapatagan, Cogon, Lunib, Maculay y Sagucan.

## Población
La diversidad étnica está considerada como uno de los más importantes elemento para conocer el potencial de desarrollo de la provincia y también sus problemas.
Históricamente, la provincia se formó por diversas oleadas migratorias. Los primeros pobladores conocidos son los subanen. A estos les siguieron los musulmanes y más tarde los bisayos. A estos hay que añadir los chavacanos, tagalos y musulmanes de las provincias vecinas. El porcentaje de distribución étnica de la población, basado en la lengua materna es el siguiente: chabacanos 77,60%, cebuanos 9,01%, subanen, 1,33%, ilocanos 1,02%, tagalos 0,32% y otros 10.65%.

## Religión
La religión es un elemento social importante en las vidas de la gente de la provincia. La religión católica es abrumadoramente dominante entre los visayos, chavacanos y grupos étnicos provenientes de Luzón. 
Sin embargo, dentro de estos grupos, han aparecido otras religiones de origen cristiano, entre las que destacan las iglesias evangélicas, la Iglesia Unida de Cristo, Los Adventistas del Séptimo Día, los Testigos de Jehová, Iglesia Independiente de Filipinas, e Iglesia ni Cristo.